# ベイビー・ドライバー (曲)
「ベイビー・ドライバー」（Baby Driver）は、サイモン&ガーファンクルが1969年に発表した楽曲。

## 概要
作詞作曲はポール・サイモン。1969年3月21日、シングル「ボクサー」のB面として発表された。翌1970年1月26日発売のアルバム『明日に架ける橋』に収録された。
ビーチ・ボーイズのサーフィン/ホットロッド・ミュージックを意識した曲調で、車の効果音やレースの実況中継に加え、排気音を模したコーラスが盛り込まれている。
2017年公開のアメリカ映画『ベイビー・ドライバー』のタイトルは本作品に由来する。また、映画のエンド・タイトルに流れる。
デイヴィッド・リー・ロスが2016年にカバーした。インターネット配信番組『The Roth Show』の中で発表した。